# Merry Xmas Everybody
Merry Xmas Everybody (рус. Всем счастливого Рождества) — рождественская песня группы Slade, выпущенная неальбомным синглом в декабре 1973 года. Самая известная песня группы и самый продаваемый сингл, раскупленный только при его первом выпуске в количестве более миллиона экземпляров (пятая часть от числа всех синглов, проданных в Британии за 1973 год). В течение первой недели после выхода сингла было продано более 500 000 его копий; сингл получил «серебряный» статус только на основании предварительных заказов, что стало первым случаем со времён The Beatles. Продажи были такими большими, что компания Polydor была вынуждена заказать допечатку тиража в количестве 250 000 копий в Лос-Анджелесе, и это при том, что ежедневно получала 30 000 копий из Германии.
Сингл возглавил UK Singles Chart и стал рождественским синглом, занимая первую позицию в чарте на Рождество, занимал первую строчку в течение пяти недель, оставался в чарте после первого выпуска в течение 9 недель. В течение последующего десятилетия сингл неоднократно перевыпускался (1976, 1977, дважды 1978, 1981) и всего провёл в чартах 87 недель. 1 декабря 1980 года сингл стал «платиновым» в Британии. Занимает 12 строчку в списке 20 самых продаваемых рождественских хитов всех времён.
С того момента, когда UK Singles Chart начал вести статистику скачанных песен из Интернета, песня снова попала в хит-парады, и по состоянию на 2012 год она была скачана более 1 миллиона раз.
По некоторым утверждениям, по общему размеру получаемых авторами роялти за песню, она занимает второе место вслед за Happy Birthday to You (до того момента, когда последняя была признана общественным достоянием), и первое место среди тех песен, которые были записаны авторами и выпущены на официальном релизе. PRS for Music в 2009 году заявило, что 42 % населения Земли слушало эту песню
В дальнейшем песня неоднократно исполнялась и записывалась другими артистами.

## История песни

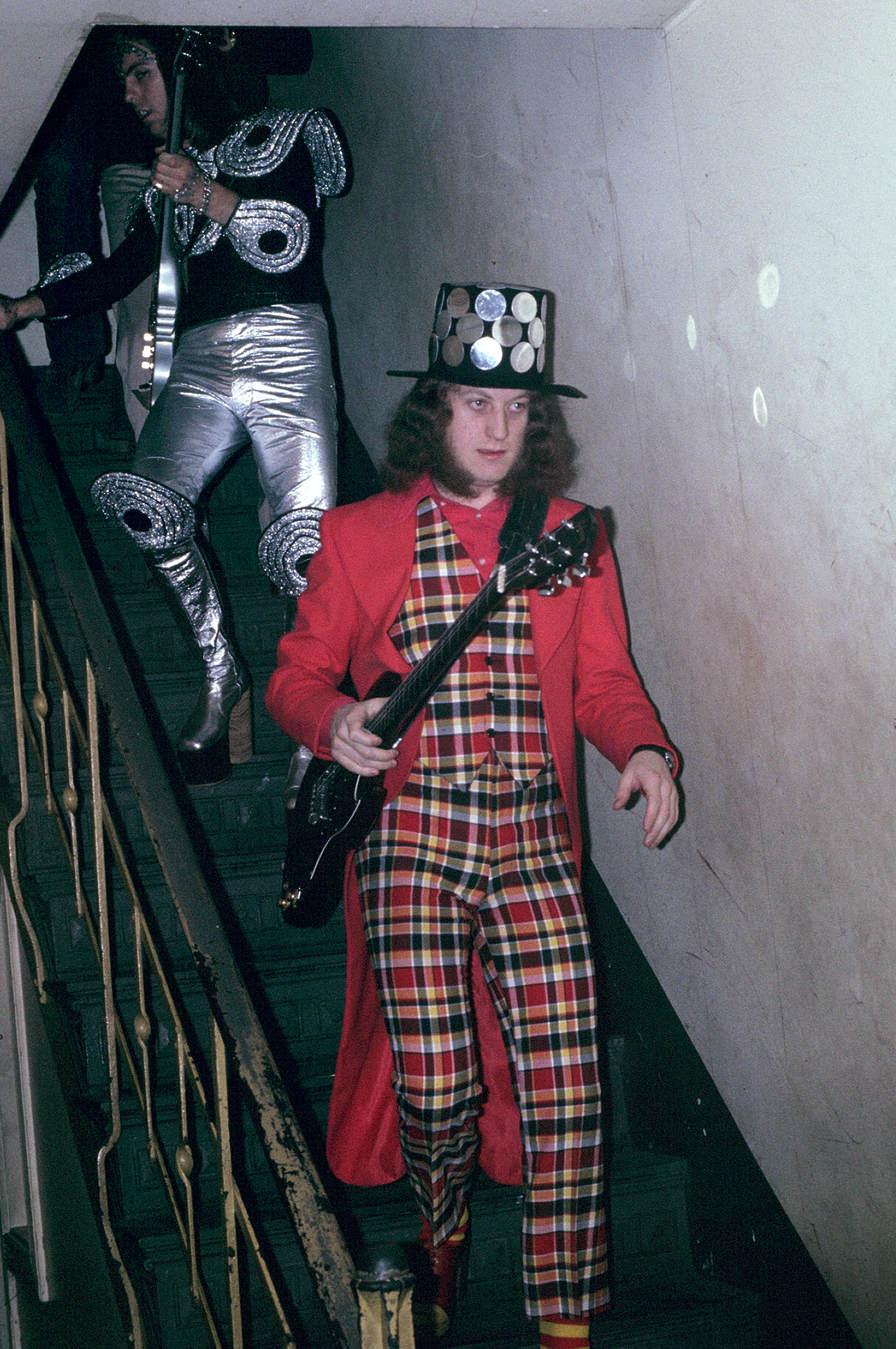
Нодди Холдер (впереди) и Дэйв Хилл в 1973 году

Песня была записана по инициативе продюсера группы Чеса Чендлера, который в начале 1973 года сказал, что «курочка должна снести золотое яичко, и было бы неплохо стать первыми в рождественском хит-параде». Группа отнеслась к этому без всякого энтузиазма, но басист группы Джим Ли, находясь в Мемфисе, занялся этим. Как он вспоминал, сочинение песни «заняло 20 минут, пока я мылся в душе». Музыка куплета была новой, а припев основывался на песне Нодди Холдера Buy Me a Rocking Chair, которую он сочинил в 1967 году в то время, когда группа называлась ещё N’Betweens, и от которой тогда группа отказалась. Джим Ли сказал, что он никогда не забывал эту песню, помнил что припев у неё был слегка праздничным, и тогда в душе эта песня пришла ему в голову. Когда набросок был готов, Джим Ли позвонил Холдеру, сказав, что нужно написать рождественский текст. Холдер после попойки за ночь сочинил текст и прочитал его Джиму Ли. Тут возникла проблема: строчка припева So here it is Merry Xmas не попадала в музыкальный размер, а Холдер наотрез отказался её менять. В таком варианте Ли и Холдер исполнили песню под акустическую гитару Чендлеру.

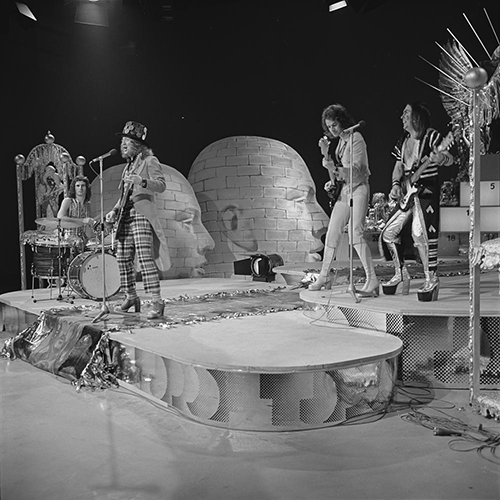
Slade на Top of the Pop в 1973 году

В сентябре 1973 года группа гастролировала в США и тогда же приступила к записи в нью-йоркской студии Record Plant, где до этого Джон Леннон записывал свой альбом Mind Games. По словам Ли, запись проходила нелегко, все нервничали: «Нод продолжал петь в этом чёртовом размере». Однако после того как с записью поработали звукооператоры, которые работали с Ленноном, Ли сказал, что он был «приятно удивлён». Запись заняла пять дней, и первоначальным результатом музыканты были недовольны. Они настояли на том, чтобы припев записывался в коридоре офиса, где была возможность получить сильный эффект эха.
Сингл с песней был выпущен в Британии 7 декабря 1973 года и предсказуемо взлетел в чартах. На второй стороне сингла была записана песня Don’t Blame Me, вошедшая на альбом Old New Borrowed and Blue 1974 года. По словам Холдера, они не отбирали песню для второй стороны, Don’t Blame Me появилась там по решению менеджмента.
В рождественский период 1973 года группа много исполняла песню на телевизионных шоу, в том числе на Top of the Pops, что способствовало популярности песни.

## Музыка и слова
Песня начинается с короткого вступления в си-бемоль миноре, исполненного на басу и фисгармонии, затем следует собственно песня в соль-мажоре, и в конце темп песни замедляется и она заканчивается аккордами ре мажор снова на фисгармонии.
По словам Холдера, в тексте песни он пытался отразить британское семейное Рождество:
Шахтёры бастовали, вместе с могильщиками, пекарями, да почти со всеми. Я подумал, люди хотели бы что-то такое, что поднимет им настроение, и я это сделал. Именно поэтому появилась строчка «Загляни сейчас в будущее, оно только что началось». А как только я написал строчку «Разве твоя бабушка не говорит всё время, что всё старое — лучшее?», я понял, что я двигаюсь в правильном направлении. 
Оригинальный текст (англ.)The miners had been on strike, along with the grave-diggers, the bakers and almost everybody else. I think people wanted something to cheer them up – and so did I. That's why I came up with the line "Look to the future now, it's only just begun". Once I got the line, "Does your Granny always tell you that the old ones are the best", I knew I'd got a right cracker on my hands

## Критика
Критики высоко оценивали песню:
До 1973 года рождественские записи традиционно были кавер-версиями праздничных стандартов, представленными на альбомах с целью подзаработать — никто даже не пытался сделать серьёзную рождественскую рок-запись. Slade всё поменяли. Низкая и грубая, без навязших в зубах колокольчиков или святочных звуковых эффектов, она энергично вбивает сваи своей силой и хриплым вокалом Холдера.     
Оригинальный текст (англ.)Before 1973 Christmas records had traditionally been cover versions of festive standards appearing on themed cash-in albums – no-one had ever made a serious Christmas ‘rock’ record. Slade changed all that. Paired down and raw, featuring no obvious jingle bells or yuletide sounds effects, it was a gutsy piledriver powered entirely by the strength of the song and Holder’s raucous vocal performance 
Журнал Disc: «Нет сомнений, что этот кусочек праздничного веселья будет крутым монстром-хитом, вопрос лишь в том, сразу ли он займёт первое место в хит-параде».
Record Mirror на следующий день после выхода альбома констатировала: «Если Slade выдаёт рождественскую песню, это неизбежно будет что-то особое. Холдер и Ли, этот хорошо известный композиторский дуэт, здесь незлобивый, более мелодичный, менее буйный, гарантирует первый номер больше, чем обычно».

## Релизы
Are you hanging up a stocking on your wall?

It's the time that every Santa has a ball

Does he ride a red-nosed reindeer?

Does a ton-up on his sleigh?

Do the fairies keep him sober for a day?

So here it is, Merry Xmas

Everybody's having fun

Look to the future now

It's only just begun
А ты вешаешь носок для подарков на стену?

Это время когда каждый Санта отрывается по полной

Скачет ли он на красноносом олене? 

Лихачит ли на своих санях?

Помогают ли ему феи оставаться трезвым 

весь день?

Ну вот и оно, счастливое Рождество 

Все веселятся

Загляни сейчас в будущее 

Оно только что началось
7" сингл (1976, 1977, дважды 1978, 1981)
1. Merry Xmas Everybody — 3:26
2. Don’t Blame Me — 2:40

12" сингл (1985)
1. Merry Xmas Everybody (Extended version) — 5:17
2. Don’t Blame Me — 2:40

CD сингл (1989)
1. Merry Xmas Everybody — 3:23
2. Don’t Blame Me — 2:40
3. Far Far Away — 3:33

CD сингл (1993)
1. Merry Xmas Everybody — 3:23
2. My Friend Stan — 2:38
3. Cum On Feel the Noize — 4:18

CD сингл (Slade vs. Flush '98 remix)
1. Merry Xmas Everybody '98 Remix (Flush Edit) — 3:44
2. Merry Xmas Everybody (Original version) — 3:26
3. Cum On Feel the Noize — 4:23

CD Single (2006)
1. Merry Xmas Everybody — 3:26
2. Cum On Feel the Noize — 4:23

## Кавер-версии
Песня неоднократно исполнялась и записывалась другими исполнителями.
- 1981: The 4-Skins на альбоме E.P. Bollocks to Christmas.
- 1990: The Mission, благотворительный сингл, достиг 55 позиции в UK Singles Chart
- 1994: Ким МакОлифф, участница Girlschool на альбоме Metal Christmas
- 1998: Flush, танцевальный ремикс Slade vs Flush, достиг 30 позиции в UK Singles Chart
- 1999: Spice Girls, исполнение собственной версии на рождественских концертах
- 2000: Steps на альбоме Platinum Christmas.
- 2002: Oasis акустическая версия на альбоме NME in Association with War Child Presents 1 Love.
- 2004: Rooney на альбоме  The O.C. Mix 3: Have a Very Merry Chrismukkah.
- 2005: Girls Aloud на коллекционном выпуске альбома Chemistry.
- 2005: Тони Кристи, сингл, достиг 49 позиции в UK Singles Chart
- 2007: R.E.M., сингл для фан-клуба
- 2010: Гленн Грегори, участник Heaven 17 фортепианная версия для альбома  Paul Morley’s Christmas Songs
- 2012: Sloan , версия для свободного скачивания
- 2015: Train на альбоме  Christmas in Tahoe.
- 2017: Cheap Trick на альбоме Christmas Christmas.
- 2019: I Dont Know How But They Found Me на рождественском альбоме Christmas Drag
- 2020: Robbie Williams вместе с Jamie Cullum на рождественском альбоме The Christmas Present
- 2022: Blind Guardian на сингле Deliver Us From Evil.

## Состав
- Нодди Холдер — вокал, ритм-гитара
- Дейв Хилл — соло-гитара, бэк-вокал
- Джим Ли — бас, фисгармония, бэк-вокал
- Дон Пауэлл — ударные

## Чарты
| Чарт (1973)             | Позиция position |
| ----------------------- | ---------------- |
| Belgian Singles Chart   | 3                |
| Dutch Singles Chart     | 3                |
| Finnish Singles Chart   | 19               |
| French Singles Chart    | 28               |
| German Singles Chart    | 4                |
| Irish Singles Chart     | 1                |
| Norwegian Singles Chart | 4                |
| UK Singles Chart        | 1                |

| Чарт (1980)                     | Позиция |
| ------------------------------- | ------- |
| UK Singles Chart                | 70      |
| Чарт (1981)                     | Позиция |
| UK Singles Chart                | 32      |
| Чарт (1982)                     | Позиция |
| UK Singles Chart                | 67      |
| Чарт (1983)                     | Позиция |
| UK Singles Chart                | 20      |
| Чарт (1984)                     | Позиция |
| Irish Singles Chart             | 18      |
| UK Singles Chart                | 47      |
| Чарт (1985)                     | Позиция |
| UK Singles Chart                | 48      |
| Чарт (1986)                     | Позиция |
| UK Singles Chart                | 71      |
| Чарт (1989)                     | Позиция |
| UK Singles Chart                | 99      |
| Чарт (1990)                     | Позиция |
| UK Singles Chart                | 93      |
| Чарт (1991)                     | Позиция |
| Dutch Singles Chart             | 73      |
| Чарт (1998)                     | Позиция |
| UK Singles Chart                | 30      |
| Чарт (2006)                     | Позиция |
| European Hot 100 Singles Chart  | 65      |
| UK Singles Chart                | 21      |
| Чарт (2007)                     | Позиция |
| UK Singles Chart                | 20      |
| Чарт (2008)                     | Позиция |
| UK Singles Chart                | 32      |
| Чарт (2009)                     | Позиция |
| German Singles Chart            | 80      |
| UK Singles Chart                | 41      |
| Чарт (2010)                     | Позиция |
| UK Singles Chart                | 50      |
| Чарт (2011)                     | Позиция |
| UK Singles Chart                | 33      |
| Чарт (2012)                     | Позиция |
| UK Singles Chart                | 35      |
| Чарт (2013)                     | Позиция |
| UK Singles Chart                | 49      |
| Чарт (2014)                     | Позиция |
| UK Singles Chart                | 55      |
| Чарт (2015)                     | Позиция |
| Польша (Polish Airplay Top 100) | 54      |
| UK Singles Chart                | 55      |
| Чарт (2016)                     | Позиция |
| Польша (Polish Airplay Top 100) | 53      |
| UK Singles Chart                | 30      |